# Ronde van Italië 1950
| Eindklassement      |                      |              |
| Algemeen klassement | Hugo Koblet          | 117h 28' 03" |
| Tweede              | Gino Bartali         | + 5' 12"     |
| Derde               | Alfredo Martini      | + 8' 41"     |
| Vierde              | Ferdi Kübler         | + 8' 45"     |
| Vijfde              | Luciano Maggini      | + 10' 49"    |
| Zesde               | Fiorenzo Magni       | + 12' 14"    |
| Zevende             | Silvio Pedroni       | + 13' 07"    |
| Achtste             | Luciano Pezzi        | + 14' 34"    |
| Negende             | Giulio Bresci        | + 18' 08"    |
| Tiende              | Pietro Giudici       | + 20' 05"    |
| (Bel)               | Désiré Keteleer (42) | + 1h 46' 09" |
| (Ned)               | geen                 |              |
| Rode Lantaarn       | Mario Gestri (75e)   | + 5h 00' 34" |
| Bergklassement      | Hugo Koblet          | ... punten   |
| Tweede              | Gino Bartali         | ... punten   |
| Derde               | Vittorio Rosello     | ... punten   |
| Ploegenklassement   | Frejus               | ?            |
| Tweede              | ?                    | ?            |
| Derde               | ?                    | ?            |

In 1950 ging de 33e Giro d'Italia op 24 mei van start in Milaan. Hij eindigde op 13 juni in Rome. Er stonden 105 renners verdeeld over 15 ploegen aan de start. Deze ronde werd gewonnen door de Zwitser Hugo Koblet.
Aantal ritten: 18

Totale afstand: 3977 km

Gemiddelde snelheid: 33,856 km/h

Aantal deelnemers: 105

## Belgische en Nederlandse prestaties
In totaal namen er 2 Belgen en geen Nederlanders deel aan de Giro van 1950.

### Belgische etappezeges
- In 1950 was er geen Belgische etappezege.

### Nederlandse etappezeges
- In 1950 was er geen Nederlandse etappezege.

## Etappe uitslagen
| Datum   | Etappe    | Parcours                       | Afstand | Eerste                   | Tweede                  | Derde                   | Klassementsleider     |
| ------- | --------- | ------------------------------ | ------- | ------------------------ | ----------------------- | ----------------------- | --------------------- |
| 24 mei  | etappe 1  | Milaan - Salsomaggiore Terme   | 225 km  | Oreste Conte (Ita)       | Désiré Keteleer (Bel)   | Olimpio Bizzi (Ita)     | Oreste Conte (Ita)    |
| 25 mei  | etappe 2  | Salsomaggiore Terme - Florence | 245 km  | Alfredo Martini (Ita)    | Fritz Schär (Zwi)       | Silvio Pedroni (Ita)    | Fritz Schär (Zwi)     |
| 26 mei  | etappe 3  | Florence - Livorno             | 148 km  | Olimpio Bizzi (Ita)      | Vincenzo Rossello (Ita) | Armando Peverelli (Ita) | Fritz Schär (Zwi)     |
| 27 mei  | etappe 4  | Livorno - Genua                | 216 km  | Antonio Bevilacqua (Ita) | Hugo Koblet (Zwi)       | Serse Coppi (Ita)       | Fritz Schär (Zwi)     |
| 28 mei  | etappe 5  | Genua - Turijn                 | 245 km  | Franco Franchi (Ita)     | Bruno Pontisso (Ita)    | Luciano Pezzi (Ita)     | Fritz Schär (Zwi)     |
| 29 mei  | etappe 6  | Turijn - Locarno               | 220 km  | Hugo Koblet (Zwi)        | Luigi Casola (Ita)      | Serse Coppi (Ita)       | Fritz Schär (Zwi)     |
| 31 mei  | etappe 7  | Locarno - Brescia              | 293 km  | Luciano Maggini (Ita)    | Giorgio Albani (Ita)    | Armando Barducci (Ita)  | Alfredo Martini (Ita) |
| 1 juni  | etappe 8  | Brescia - Vicenza              | 214 km  | Hugo Koblet (Zwi)        | Pasquale Fornara (Ita)  | Gino Bartali (Ita)      | Hugo Koblet (Zwi)     |
| 2 juni  | etappe 9  | Vicenza - Bolzano              | 271 km  | Gino Bartali (Ita)       | Hugo Koblet (Zwi)       | Ferdi Kübler (Zwi)      | Hugo Koblet (Zwi)     |
| 4 juni  | etappe 10 | Bolzano - Milaan               | 291 km  | Mario Fazio (Ita)        | Valeriano Zanazzi (Ita) | André Brulé (Fra)       | Hugo Koblet (Zwi)     |
| 5 juni  | etappe 11 | Milaan - Ferrara               | 251 km  | Adolfo Leoni (Ita)       | Serafino Biagioni (Ita) | Alberto Ghirardi (Ita)  | Hugo Koblet (Zwi)     |
| 6 juni  | etappe 12 | Ferrara - Rimini               | 144 km  | Antonio Bevilacqua (Ita) | Luigi Casola (Ita)      | Désiré Keteleer (Bel)   | Hugo Koblet (Zwi)     |
| 7 juni  | etappe 13 | Rimini - Arezzo                | 244 km  | Luciano Maggini (Ita)    | Fiorenzo Magni (Ita)    | Gino Bartali (Ita)      | Hugo Koblet (Zwi)     |
| 8 juni  | etappe 14 | Arezzo - Perugia               | 185 km  | Fritz Schär (Zwi)        | Serse Coppi (Ita)       | Giacomo Zampieri (Ita)  | Hugo Koblet (Zwi)     |
| 10 juni | etappe 15 | Perugia - L'Aquila             | 185 km  | Giancarlo Astrua (Ita)   | Luciano Maggini (Ita)   | Désiré Keteleer (Bel)   | Hugo Koblet (Zwi)     |
| 11 juni | etappe 16 | L'Aquila - Campobasso          | 203 km  | Fiorenzo Magni (Ita)     | Giuliano Bresci (Ita)   | Ferdi Kübler (Zwi)      | Hugo Koblet (Zwi)     |
| 12 juni | etappe 17 | Campobasso - Napels            | 167 km  | Annibale Brasola (Ita)   | Guido De Santi (Ita)    | Renzo Soldani (Ita)     | Hugo Koblet (Zwi)     |
| 13 juni | etappe 18 | Napels - Rome                  | 230 km  | Oreste Conte (Ita)       | Annibale Brasola (Ita)  | Renzo Zanazzi (Ita)     | Hugo Koblet (Zwi)     |

 winnaars · 
roze trui · 
  puntenklassement · 
  bergklassement · 
 jongerenklassement · 
 intergiro · 
 ploegenklassement · 
 strijdlust · 
 zwarte trui
Giro d'Italia Next Gen · Giro Donne · Cima Coppi
 Belgische rozetruidragers · etappewinnaars
 Nederlandse rozetruidragers · etappewinnaars
Mannen:
1909 · 
1910 · 
1911 · 
1912 · 
1913 · 
1914 · 
1919 · 
1920 · 
1921 · 
1922 · 
1923 · 
1924 · 
1925 · 
1926 · 
1927 · 
1928 · 
1929 · 
1930 · 
1931 · 
1932 · 
1933 · 
1934 · 
1935 · 
1936 · 
1937 · 
1938 · 
1939 · 
1940 · 
1946 · 
1947 · 
1948 · 
1949 · 
1950 · 
1951 · 
1952 · 
1953 · 
1954 · 
1955 · 
1956 · 
1957 · 
1958 · 
1959 · 
1960 · 
1961 · 
1962 · 
1963 · 
1964 · 
1965 · 
1966 · 
1967 · 
1968 · 
1969 · 
1970 · 
1971 · 
1972 · 
1973 · 
1974 · 
1975 · 
1976 · 
1977 · 
1978 · 
1979 · 
1980 · 
1981 · 
1982 · 
1983 · 
1984 · 
1985 · 
1986 · 
1987 · 
1988 · 
1989 · 
1990 · 
1991 · 
1992 · 
1993 · 
1994 · 
1995 · 
1996 · 
1997 · 
1998 · 
1999 · 
2000 · 
2001 · 
2002 · 
2003 · 
2004 · 
2005 · 
2006 · 
2007 · 
2008 · 
2009 · 
2010 · 
2011 · 
2012 · 
2013 · 
2014 · 
2015 · 
2016 · 
2017 · 
2018 · 
2019 · 
2020 · 
2021 · 
2022 · 
2023 · 
2024 · 
2025
Vrouwen:
1988 · 
1989 · 
1990 · 
1991 ·
1992 ·
1993 · 
1994 · 
1995 · 
1996 · 
1997 · 
1998 · 
1999 · 
2000 · 
2001 · 
2002 · 
2003 · 
2004 · 
2005 · 
2006 · 
2007 · 
2008 · 
2009 · 
2010 · 
2011 · 
2012 ·
2013 · 
2014 ·
2015 ·
2016 ·
2017 ·
2018 ·
2019 ·
2020 ·
2021 ·
2022 ·
2023 ·
2024 ·
2025